# 钱家店站
钱家店站是一个大郑线上的铁路车站，位于内蒙古自治区通辽市钱家店镇，建于1922年，目前为四等站，邮政编码为028015。目前客运：办理旅客乘降；行李、包裹托运；货运：办理整车货物发到。